# Dood van een danseres
Dood van een danseres, ook gekend als Moord in de bibliotheek, is een detectiveverhaal van Agatha Christie. Het boek verscheen oorspronkelijk in de Verenigde Staten in 1942 onder de titel The Body in the Library en werd uitgegeven door Dodd, Mead and Company. Later dat jaar bracht Collins Crime Club het boek uit in het Verenigd Koninkrijk.  In 1949 werd het boek naar het Nederlands vertaald en wordt sindsdien verdeeld door Luitingh-Sijthoff.

## Verhaal
De gepensioneerde kolonel Arthur Bantry en zijn vrouw Dolly wonen in Gossington Hall. Op een ochtend vindt de meid in de bibliotheek het lichaam van een onbekende, jonge, opgemaakte blondine. Arthur schakelt de hulp in van inspecteur Slack en hoofdinspecteur kolonel Melchett van de lokale politie. Dolly telefoneert naar Miss Marple. Volgens de autopsie overleed de vrouw de vorige avond tussen 10 en 12 uur ten gevolge van wurging, werd ze gedrogeerd en blijkt ze bovendien nog maagd te zijn. De eerste verdachte is buurman Basil Blake, die werkt voor een filmproducent. Hij gaat uit met een blondine, maar zij blijkt nog in leven te zijn. 
De achttienjarige danseres Ruby Keene, die in het Majestic Hotel verblijft, wordt opgegeven als vermist. Haar nicht Josie Turner identificeert het lijk als dat van Ruby. Echter was het Conway Jefferson die de politie inlichtte over de verdwijning. Deze oudere man verblijft ook in het hotel en is een goede vriend van Ruby. Conway was van plan om Ruby te adopteren en haar zijn erfenis te schenken. Daardoor zouden zijn schoondochter Adelaide en schoonzoon Mark niets meer erven. Zij hebben wel een alibi voor de moord: ze speelden de vorige avond Bridge in de danszaal van het hotel tot na middernacht. Ruby's laatste danspartner was George Bartlett wiens wagen werd gestolen.
De uitgebrande wagen van Bartlett wordt gevonden tezamen met een verkoold lijk. Dat lichaam wordt geïdentificeerd met de zestienjarige Pamela Reeves, die een dag eerder als vermist werd opgegeven. Volgens Pamela's vriendinnen zou zij naar een casting gaan bij een filmproducent.
Basil biecht op dat hij in zijn huis een lijk heeft gevonden en dit heeft verplaatst naar de bibliotheek, waarop hij wordt gearresteerd op verdenking van moord.
Miss Marple raadt Conway aan om tegen Mark en Adelaide te zeggen dat hij zijn testament heeft aangepast en dat hij al zijn geld nalaat aan een dansschool in Londen. Enkele uren later is er een moordpoging op Conway, maar de dader wordt op heterdaad betrapt door de politie en afgevoerd.
Miss Marple roept iedereen tezamen voor de ontknoping. Tand- en nagelonderzoek toonden aan dat de blondine in de bibliotheek niet Ruby was. Mark blijkt getrouwd te zijn met Josie. Toen zij vernamen dat Conway van plan was Ruby te adopteren, vermoordden zij haar en wilden de schuld op Basil steken. Mark en Josie overtuigden Pamela om auditie te doen en restyleden haar zodat ze op Ruby leek. Tijdens het bridgespel bracht Mark haar naar het huis van Blake en vermoordde haar. Hij keerde terug naar het hotel en bleef er tot na middernacht. Iets voor middernacht vermoordde Josie Ruby in haar kamer. Ze deed haar de kleren aan van Pamela, reed met een gestolen wagen naar een achterbuurt en stak de wagen in brand.
Het enige probleem is het ontbreken van onweerlegbaar bewijs. Daarom stelde Miss Marple aan Conway voor om zijn testament zogezegd aan te passen. Nadat Josie en Mark dit vernamen, besloot Josie om Conway een injectie te geven en van het balkon te duwen. Alles zou erop wijzen dat Conwell stierf ten gevolge van een hartaanval.
Nu Mark weet dat Josie op heterdaad werd betrapt, geeft hij de feiten toe.

## Adaptaties
- In 1984 werd het verhaal verfilmd voor de BBC-televisiereeks The Miss Marple Mysteries met Joan Hickson in de rol van Miss Marple.
- In 2004 werd het verhaal verfilmd door ITV voor hun Agatha Christie's Marple-serie. In deze serie speelt Geraldine McEwan de rol van Miss Marple. Er werden wel enkel wijzigingen gemaakt waaronder:
  - Josie heeft een lesbische relatie met Adelaide.
  - Het verhaal speelt zich af na de Tweede Wereldoorlog. Conways vrouw en kinderen stierven in een V2-bombardement.
  - Enkele personages werden uit het verhaal geschrapt.